# Planochelas
Planochelas es un género de arañas araneomorfas de la familia Corinnidae. Se encuentra en África oriental y en África occidental.

## Lista de especies
Según The World Spider Catalog 12.0:
- Planochelas botulus Lyle & Haddad, 2009
- Planochelas dentatus Lyle & Haddad, 2009
- Planochelas purpureus Lyle & Haddad, 2009